# Arbeitsbeschaffungsmaßnahme
Arbeitsbeschaffungsmaßnahmen (kurz ABM) waren in Deutschland zu Zeiten hoher Arbeitslosigkeit von der Arbeitsagentur bezuschusste Tätigkeiten auf dem sogenannten Zweiten Arbeitsmarkt, um Arbeitssuchenden bei der Wiedereingliederung in eine Beschäftigung zu helfen oder ein geringes Einkommen zu sichern.
Im Gegensatz dazu versteht man unter Arbeitsbeschaffung staatliche Investitionen, die direkt den ersten Arbeitsmarkt ankurbeln.
Seit dem 1. April 2012 werden keine neuen Arbeitsbeschaffungsmaßnahmen mehr gefördert, was gesetzlich mit deren stark gesunkener praktischen Relevanz begründet wird. Die Zahl der Teilnehmenden habe im Dezember 2010 nur noch bei rund 1000 gelegen. Zudem habe die Arbeitsmarktforschung negative Wirkung von Arbeitsbeschaffungsmaßnahmen in Form eines verzögerten Übergangs in ungeförderte Beschäftigung festgestellt.

## Organisation
ABM waren zeitlich befristete Tätigkeiten (wenige Tage bis mehrere, meist sechs bis zwölf, Monate) und umfassten in der Regel qualifikationslose bzw. sehr niedrig qualifizierte Jobs. ABM wurden hauptsächlich bei den Kommunen und in Vereinen zu zusätzlichen gemeinnützigen Arbeiten eingesetzt.
Sogenannte ABM-Träger waren kommunale Beschäftigungsgesellschaften, Vereine, Sozialverbände oder Institutionen, die besonders in den 1990er Jahren entstanden und als ABM-Brigaden bezeichnet wurden.

## Geschichte
Arbeitsbereiche der ABM-Beschäftigten 1988 in der Bundesrepublik Deutschland
| Arbeitsbereiche                                           | Beschäftigte | Prozentanteil |
| --------------------------------------------------------- | ------------ | ------------- |
| Soziale Dienste                                           | 34.531       | 30,3 %        |
| Landwirtschaft, Garten- und Landschaftsgartenbau          | 22.309       | 19,6 %        |
| Büro und Verwaltung                                       | 17.118       | 15,0 %        |
| Bau-, Industrie- und Freizeitgeländeerschließung, Hochbau | 7.261        | 6,4 %         |
| Forstwirtschaft                                           | 5.007        | 4,4 %         |
| Verkehrswesen                                             | 1.891        | 1,7 %         |
| Versorgungsanlagen                                        | 829          | 0,7 %         |
| Küstenschutz und Landgewinnung                            | 389          | 0,3 %         |
| Sonstige (u. a. Umweltschutz)                             | 24.605       | 21,6 %        |
| Insgesamt                                                 | 113.940      | 100,0 %       |

Quelle: Bundesanstalt für Arbeit, Nürnberg
Nach der Wiedervereinigung wurden in den strukturschwachen östlichen Bundesländern Maßnahmen gegen die hohe Arbeitslosigkeit ergriffen. 1995 waren 205.800 Arbeitslose in Ostdeutschland und 70.100 Arbeitslose in Westdeutschland in Arbeitsbeschaffungsmaßnahmen eingesetzt. 1996 stellte die Bundesanstalt für Arbeit 9,282 Milliarden DM für Arbeitsbeschaffungsmaßnahmen zur Verfügung.
Seit 2004 war es aufgrund einer Änderung des SGB III nicht mehr möglich, sich durch eine ABM-Beschäftigung einen neuen Anspruch auf Arbeitslosengeld zu erarbeiten.
Mit der Einführung des ALG II und der damit stärker genutzten „Arbeitsgelegenheiten“ (wie die Arbeitsgelegenheiten mit Mehraufwandsentschädigung, so genannte 1-Euro-Jobs) wurden die ABM-Mittel zugunsten der günstigeren Jobs weitgehend umgestellt. Der Mitteleinsatz wurde von den Trägern der Jobcenter (ältere Bezeichnung ARGE) in der örtlichen Geschäftspolitik beschlossen. Seit dem 1. Januar 2009 fielen die Arbeitsbeschaffungsmaßnahmen gänzlich aus dem Bereich SGB II.
Da ABM, MBM und RBM verstärkt in sozialen und kulturellen Bereichen eingesetzt wurden, konnten sie auch einen Beitrag für die Gesellschaft liefern. Kaum eine soziale Institution arbeitete ohne derartige Maßnahmen.

## Kritik
Kritiker beanstandeten, dass die ABM nur dazu diene, die Arbeitslosenstatistik zu schönen und die berichtete Arbeitslosenquote niedriger zu halten, als sie in Wirklichkeit ist. Teilnehmer einer Arbeitsbeschaffungsmaßnahme wurden in der Statistik nicht als Arbeitslose geführt.
Ein weiterer Kritikpunkt war, dass mit den Arbeitsbeschaffungsmaßnahmen ein zweiter Arbeitsmarkt geschaffen wurde, der auf Kosten der schlecht bezahlten Teilnehmer die Nachfrage nach gering bezahlten Arbeitskräften befriedigen sollte. Ein Nutzer solcher subventionierter Arbeit könne die allgemein nachgefragten Leistungen unter den realen Kosten und damit unter den marktüblichen Preisen anbieten (Lohndumping), was wiederum Unternehmen im ersten Arbeitsmarkt die Wettbewerbsgrundlage entziehen würde.
Beanstandet wurde ferner, dass die Teilnehmer für ihre Tätigkeit ein ungenügendes Einkommen erhielten und deshalb auf ergänzende staatliche Transferleistungen angewiesen seien.